# Муди, Дуайт Лайман
Дуайт Лайман Муди (англ. Dwight Lyman Moody; 5 февраля 1837, Франклин, Массачусетс, США — 22 декабря 1899, там же).   Американский евангелист и издатель, основатель церкви Муди, школ Нортфилд и Маунт-Хермон в Массачусетсе (ныне школа Нортфилд-Маунт-Хермон), Библейского института Муди и издательства Moody Publishers. Муди был сторонником Кезикского движения и учения о «крещении Святым Духом» как отдельного духовного переживания, наделяющего христианина силой для служения. Его подход к благовестию отличался простотой, личной убеждённостью и акцентом на решающем моменте обращения ко Христу.
Отказавшись от своего прибыльного обувного бизнеса, Муди посвятил свою жизнь Возрождению, сначала работая во время Гражданской войны с войсками Союза через YMCA в Христианской комиссии Соединенных Штатов. В Чикаго он построил один из крупнейших евангелических центров в стране, который действует до сих пор. Работая с певцом Айрой Д. Санки, гастролировал по стране и Британским островам, привлекая людей своей динамичной манерой выступления.
Одна из самых известных цитат Дуайта Муди: «Вера делает все возможным... Любовь делает все легким».

## Биография

### Ранние годы
Дуайт Муди родился в городе Нортфилд, штат Массачусетс, и стал седьмым ребёнком в многодетной семье. Его отец, Эдвин Дж. Муди (1800–1841), был мелким фермером и каменщиком, а мать — Бетси Муди (урождённая Холтон; 1805–1896). 

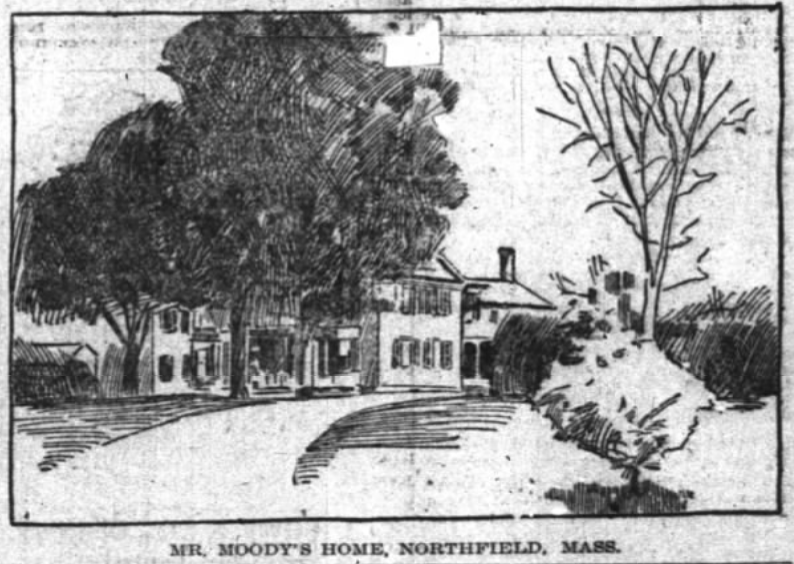
Рисунок дома Дуайта Л. Муди в Нортфилде, Массачусетс

До рождения Дуайта у супругов уже было пятеро сыновей и дочь. Когда мальчику исполнилось четыре года, его отец скончался. Через месяц после смерти отца родились близнецы — мальчик и девочка.
Мать изо всех сил старалась прокормить девятерых детей, но была вынуждена отдать некоторых из них в другие семьи — в обмен на еду и жильё. Сам Дуайт был отправлен туда, где его кормили кукурузной кашей и поили молоком трижды в день. . Он жаловался матери, но, узнав, что сын сыт, она настояла на его возвращении. Несмотря на трудности, она продолжала водить детей в церковь — все они воспитывались в традициях унитаризма. Старший брат Дуайта ушёл из дома и не давал о себе знать в течение многих лет. 

### Обращение и начало служения
В 1854 году юный Дуайт Муди, работая продавцом обуви в Бостоне, начал посещать местную конгрегационалистскую церковь. Его наставником стал преподаватель воскресной школы Эдвард Кимболл, который 21 апреля 1855 года провёл с ним личную беседу и помог Муди осознанно обратиться к христианской вере. Это событие стало для молодого Муди духовным переломом.

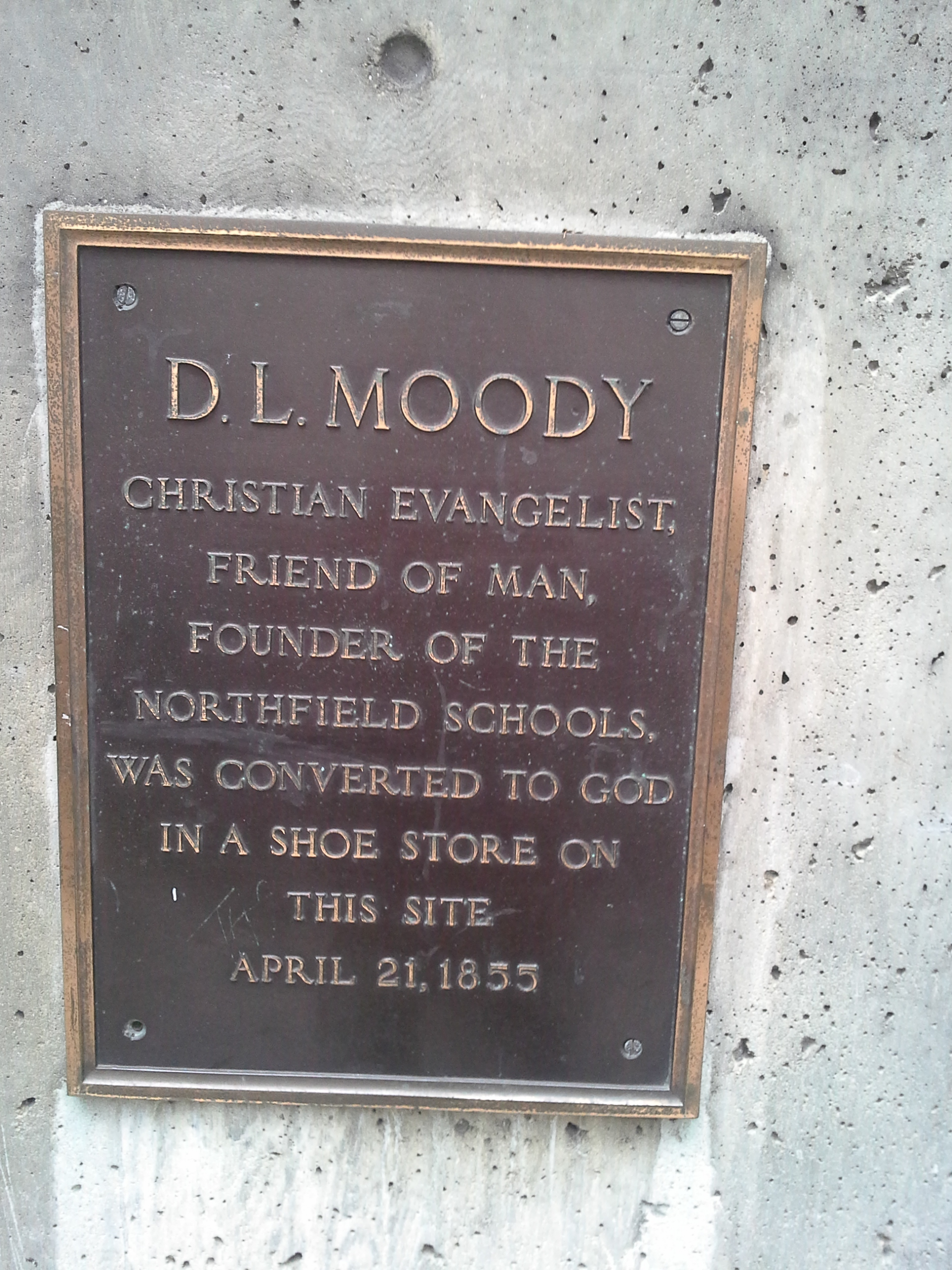
Мемориальная доска, увековечивающая место на Корт-стрит в Бостоне, где в 1855 году Эдвард Кимбалл обратил в христианство Дуайта Муди.

Переехав в Чикаго в 1856 году, он поступил на службу в крупный обувной магазин, но вскоре сосредоточился на благотворительности и воскресной школе для бедных детей. Его энергия, организаторские способности и живой, образный стиль преподавания привлекли внимание городской общественности. Уже в начале 1860-х годов его воскресные занятия посещали сотни учеников. В 1861 году он оставил коммерческую деятельность и посвятил себя служению.
Несмотря на отсутствие формального богословского образования, Муди обладал редким даром проповедника: он говорил просто, с убеждённостью и эмоциональной силой, что делало его особенно убедительным в обращении к рабочим, молодёжи и людям без академической подготовки. Его начинания поддерживали как местные благотворители, так и деловые круги, впечатлённые его работой. Это положило начало его миссионерской и евангелизационной деятельности, ставшей национально и международно значимой уже в последующие десятилетия.

### Гражданская война
«Впервые я увидел его на собрании в старой лачуге, оставленной прежним владельцем — трактирщиком. Муди использовал это место для вечерних встреч. Я пришёл немного позже и увидел, как он, освещённый несколькими сальными свечами, держит чернокожего мальчика и пытается читать ему притчу о блудном сыне — многие слова он не мог прочитать и пропускал. Я подумал: “Если Господь сможет использовать такого человека для Своей славы, это будет удивительно”».

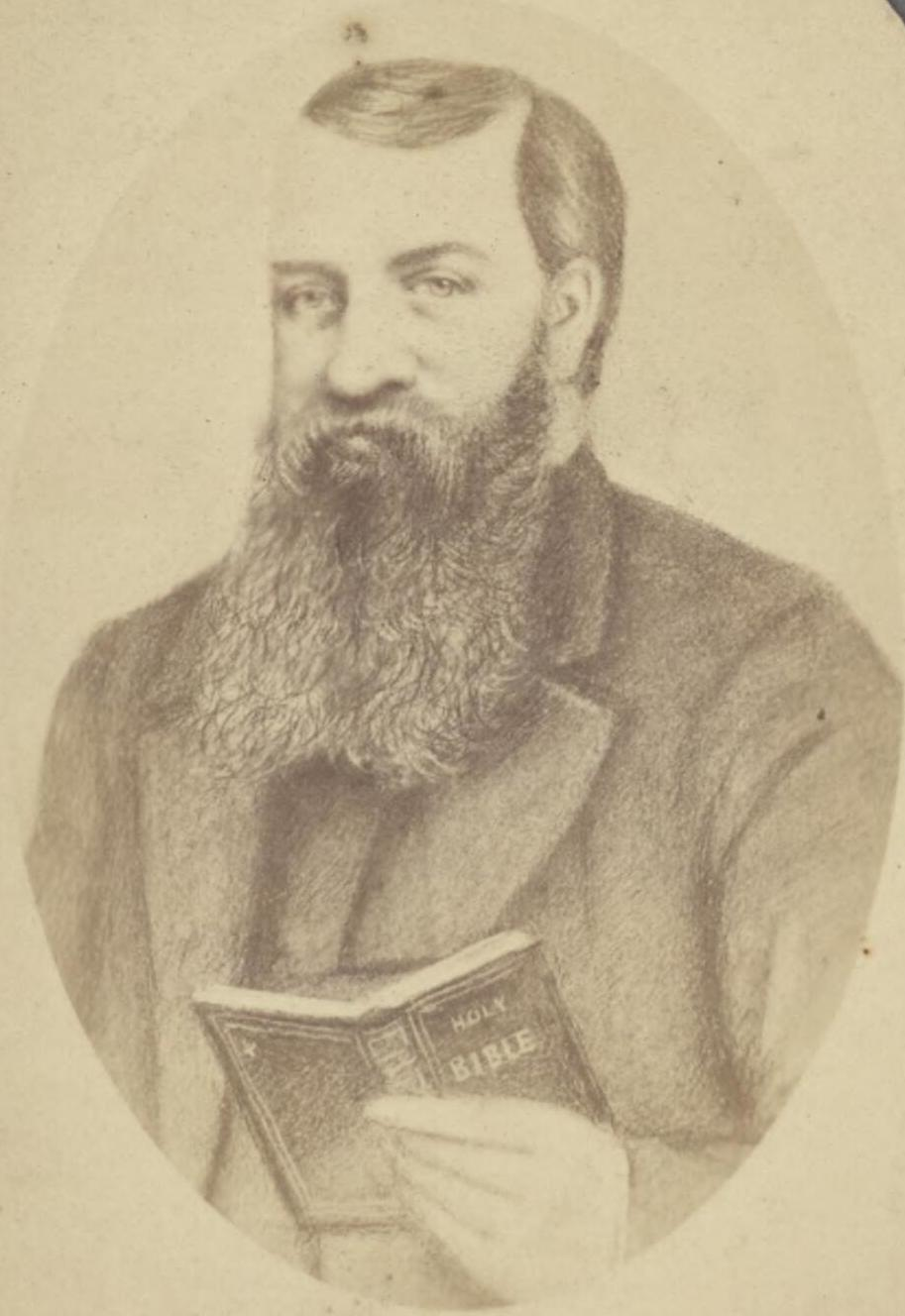
Дуайт Лаймен Муди c. 1870

Муди отказался вступить в армию Союза, называя себя «квакером в этом отношении» и вместо этого присоединился к христианской комиссии YMCA.  Он девять раз посещал фронт, был среди солдат после сражений при Шайло и Стоунс-Ривер, а также вошёл в Ричмонд с войсками генерала Гранта.
25 ноября 1860 года на воскресной встрече его школы выступил избранный президент Авраам Линкольн.

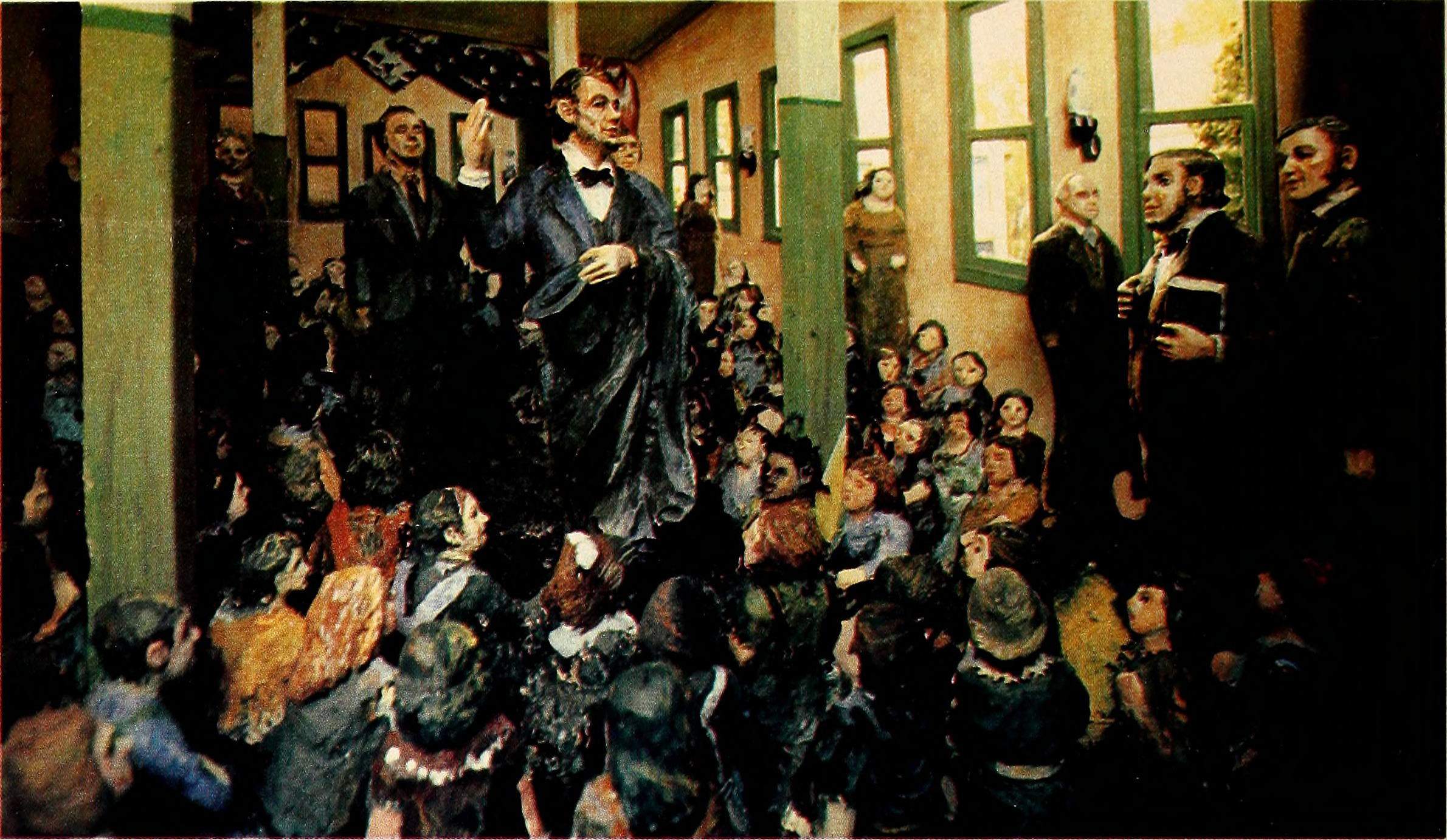
Авраам Линкольн посещает воскресную школу Дуайта Л. Муди (диорама в Библейском институте Муди, Чикаго)

28 августа 1862 года Муди женился на Эмме Ревелл. У них родились дочь Эмма Рейнольдс Муди и сыновья Уильям Ревелл Муди и Пол Дуайт Муди.

### Чикаго и послевоенные годы

Первая воскресная школа Муди, зал North Market, Чикаго, 1876

В 1858 году Муди основал воскресную школу.
С ростом числа учеников возникла потребность в постоянном помещении, и в 1864 году он основал церковь в Чикаго — Illinois Street Church.
В июне 1871 года, на Международной конференции воскресных школ в Индианаполисе (штат Индиана), Муди познакомился с Айрой Д. Санки — евангельским певцом, с которым вскоре начал тесно сотрудничать.
Четыре месяца спустя, в октябре 1871 года, Великий чикагский пожар уничтожил здание его церкви, дом Муди, а также дома большинства членов общины. Люди спасались от огня, унося лишь свою жизнь, и остались без средств к существованию. Сам Муди позднее писал о случившемся: «... я спас лишь свою репутацию и свою Библию».
В последующие годы состоятельный покровитель Муди из Чикаго, Джон В. Фарвелл, пытался убедить его остаться в городе, предлагая построить для него и его семьи новый дом. Однако Муди, уже ставший известным и получивший приглашения от сторонников в Нью-Йорке, Филадельфии и других местах, выбрал спокойную ферму возле своего родного города Нортфилд (Массачусетс). Он считал, что в сельской местности будет лучше восстанавливаться после изнурительных поездок с проповедями.
Нортфилд стал значимым местом в истории евангельского христианства конца XIX века, поскольку Муди проводил здесь летние конференции с участием известных проповедников и евангелистов со всего мира. Западный Массачусетс имел богатую евангельскую традицию — от проповедей Джонатана Эдвардса в колониальной Нортгемптоне до служения С. И. Скофилда в Нортфилде. Один из учеников Муди основал церковь Moores Corner в Леверетт (Массачусетс).
Муди также основал здесь две школы: женскую школу Northfield School for Girls в 1879 году и мужскую Mount Hermon School for Boys в 1881 году. В конце XX века они объединились в современную совместную, межконфессиональную школу Northfield Mount Hermon.

### Евангелизационные путешествия

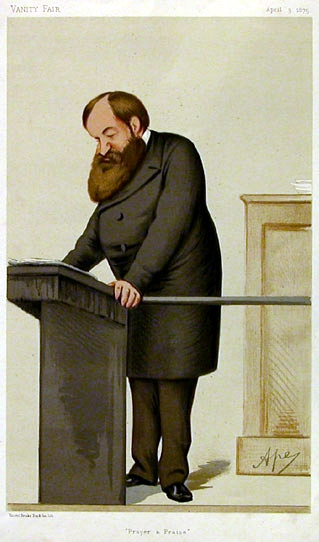
Дуайт Лайман Муди, Vanity Fair, 3 апреля 1875

Во время поездки в Великобританию весной 1872 года Муди приобрёл широкую известность как евангелист. По оценке изданий, опубликованных Библейским институтом Муди, он стал крупнейшим благовестником XIX века.
Он произнёс почти сотню проповедей и вступил в общение с представителями движения плимутских братьев. Несколько раз он собирал аудитории численностью от 2 000 до 4 000 человек. По его воспоминаниям, в Дворце Ботанического сада он выступал перед собранием от 15 000 до 30 000 слушателей.
Такая высокая посещаемость сохранялась на протяжении 1874 и 1875 годов. Во время пребывания в Шотландии его поддерживал и вдохновлял Эндрю Бонар, а известный лондонский баптистский проповедник Чарльз Сперджен приглашал его выступать и содействовал популяризации его служения.
После возвращения в США Муди продолжал собирать многочисленные аудитории — от 12 000 до 20 000 человек, что было обычным явлением, как и в Англии. Президент Улисс С. Грант и несколько членов его кабинета посетили одно из его собраний 19 января 1876 года.
Муди проводил евангелизационные встречи от Бостона до Нью-Йорка, по всей Новой Англии и даже на западном побережье — в Сан-Франциско и других городах, включая Ванкувер (Британская Колумбия) и Сан-Диего.
Муди также содействовал развитию миссионерства в межкультурной среде, распространяя "Бессловесную книгу" — наглядное пособие, придуманное Спердженом в 1866 году. В 1875 году он добавил к изначальным трём цветам четвёртый — золотой, символизирующий Небеса. Это простое средство до сих пор используется для благовестия среди неграмотных людей всех возрастов по всему миру.

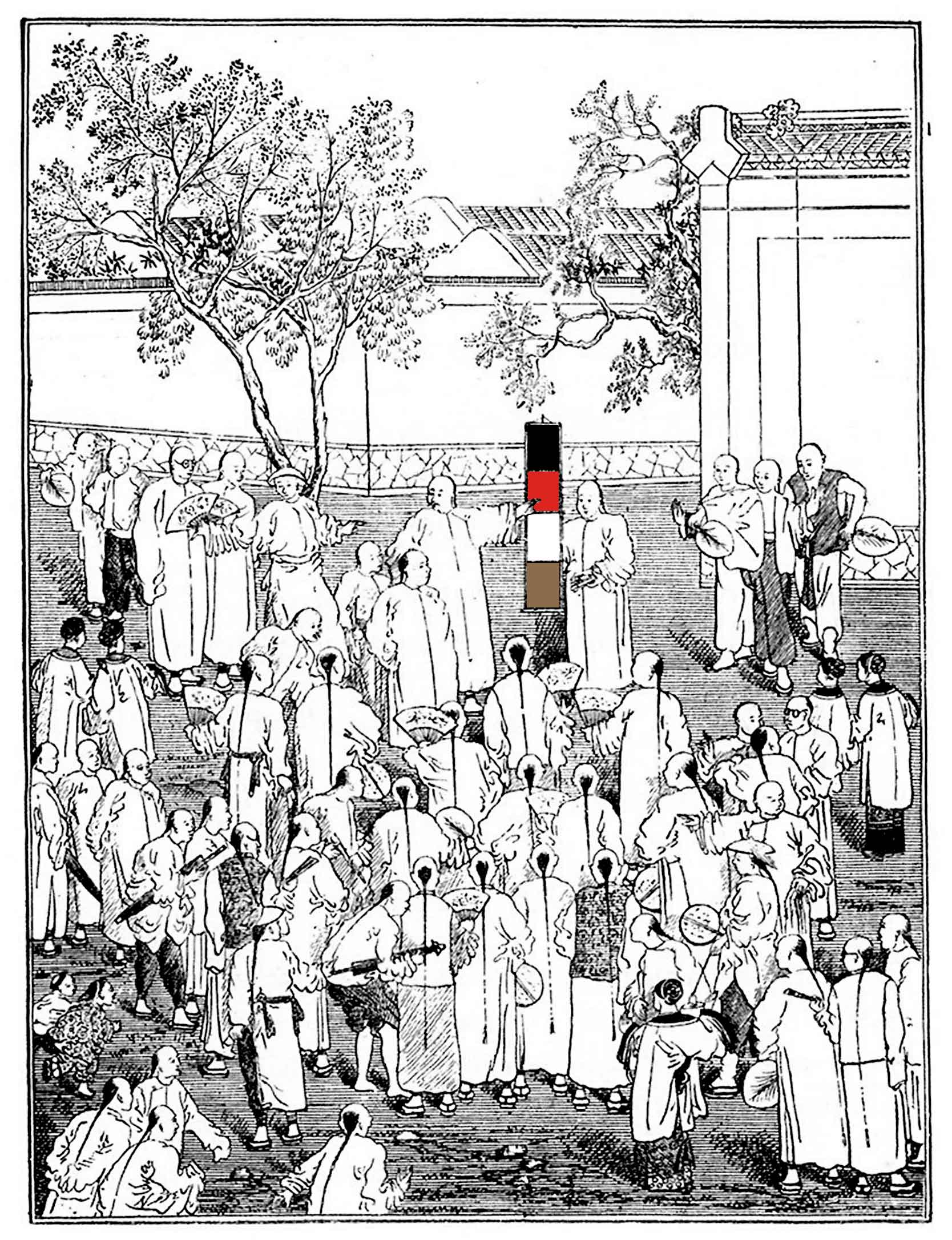
Проповедь в Китае с использованием версии Бессловесной книги по Муди

Муди не раз возвращался в Британию вместе с Айрой Санки — Муди проповедовал, Санки пел. Вместе они издавали сборники христианских гимнов. В 1883 году во время визита в Эдинбург они собрали 10 000 фунтов стерлингов на строительство нового здания для Carrubbers Close Mission. 

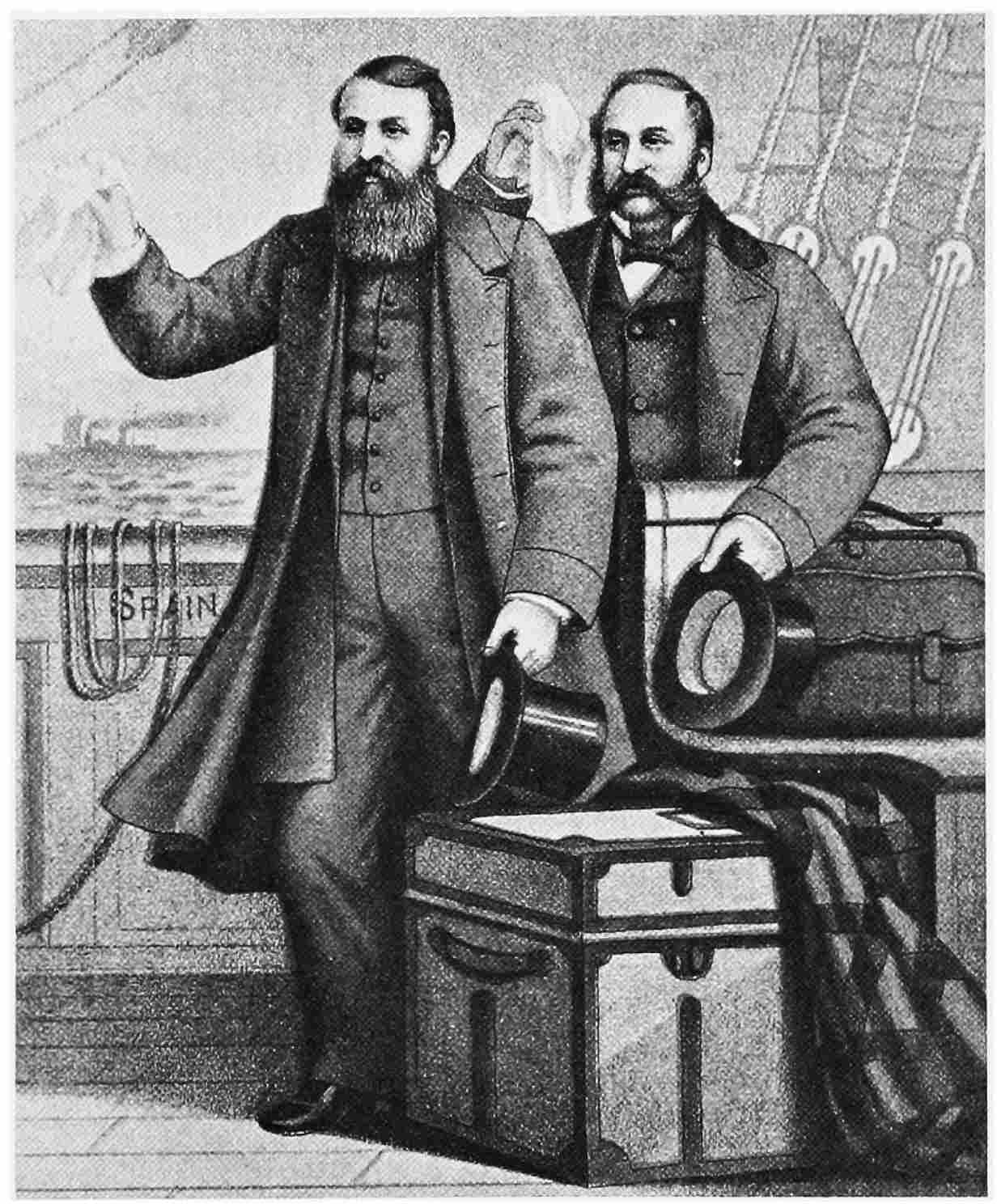
Муди и Сэнки прощаются с Англией с палубы корабля «Испания» в Ливерпуле, 1875 г.

Позднее Муди произнёс проповедь на церемонии закладки краеугольного камня будущего Carrubbers Christian Centre — одного из немногих зданий на Ройал-Майл, которое до сих пор используется по первоначальному назначению.
Существенное влияние на миссионерское мышление Муди оказала его встреча с Гудсоном Тейлором — пионером миссии в Китае. Муди активно поддерживал Внутреннюю миссию Китая и призывал членов своей общины посвятить себя служению за границей.

### Международное признание
Влияние Муди ощутимо сказалось и на шведских христианах. Несмотря на то что он был англичанином по происхождению, никогда не бывал в Швеции или других скандинавских странах и не говорил по-шведски, он стал героем пробуждения для движения «миссионерских друзей» (Missionsvänner) в Швеции и Америке.
Известия о массовых евангелизационных кампаниях Муди в Великобритании в 1873–1875 годах быстро достигли Швеции, и «господин Муди» стал именем нарицательным в домах многих «друзей». Его проповеди, изданные в Швеции, распространялись в книгах, газетах и трактатах колпортёров, вызвав своего рода «лихорадку Муди», охватившую страну с 1875 по 1880 год.
Свою последнюю проповедь Муди произнёс 16 ноября 1899 года в Канзас-Сити, штат Миссури. Почувствовав недомогание, он вернулся домой поездом в Нортфилд. В последние месяцы друзья замечали, что он прибавил около 30 фунтов (14 кг) к и без того внушительному весу. Хотя точный диагноз так и не был установлен, предполагается, что причиной ухудшения здоровья стала застойная сердечная недостаточность. Дуайт Муди скончался 22 декабря 1899 года в кругу семьи.
Преемником Муди на посту пастора Чикагского библейского института, который он ранее основал, стал Р. А. Торри.

## Богословские взгляды

### Переживание Святого Духа и «второе благословение»
Дуайт Лайман Муди придерживался взглядов, близких к Кезикскому движению, которое возникло в рамках евангельского протестантизма во второй половине XIX века и акцентировало внимание на «жизни в святости» и глубоком духовном освящении после обращения. Подобно многим последователям движения, Муди говорил о необходимости особого духовного переживания — так называемого «крещения Святым Духом» — как отдельного этапа в христианской жизни, следующего за обращением.
Это переживание он описывал как «помазание силой для служения» и как «второе благословение», дающее верующему новую степень близости к Богу и способность к плодоносному служению. В одном из своих высказываний Муди отмечал: «Я жил в духе Евангелия, но у меня не было силы. Тогда я начал просить о крещении Святым Духом, и Бог дал мне это». Он подчёркивал, что это не связано с экстраординарными проявлениями (как в пятидесятничестве), а скорее с внутренним преображением и силой свидетельства.
Муди не стремился формализовать эти взгляды в систему, однако его проповеди и свидетельства оказали влияние на последующее развитие евангельского подхода к освящению, в частности на Кезикские съезды в Англии и Америке. Это учение также стало важной предпосылкой для позднейших харизматических и пятидесятнических движений.

### Эсхатология и диспенсационализм
Эсхатологические взгляды Дуайта Л. Муди формировались под влиянием диспенсационалистского учения, особенно в форме, изложенной Джоном Нельсоном Дарби и популяризированной через «Библию Скоуфилда» и лекции проповедников Plymouth Brethren. Муди, хотя и не был систематическим богословом, придерживался убеждения в буквальном, скором и личном Втором пришествии Иисуса Христа.
Он отвергал как постмилленаризм, так и амилленаризм, и склонялся к премилленаризму: Христос вернётся до тысячелетнего царства, чтобы установить Свой порядок на земле. Это ожидание придавало его проповеди особую настойчивость: Муди часто подчёркивал, что необходимо быть готовым встретить Господа в любое мгновение.
Муди не развивал сложной схемы диспенсаций, но общая структура его вероучения (разделение истории спасения на этапы, особое внимание к народу Израиля, буквальное понимание пророчеств Откровения и Даниила) соответствовала ранней диспенсационалистской традиции. Он также распространял и издавал труды Чарльза Инглиса и других премилленаристов.
Хотя его позиция оставалась сравнительно простой, влияние Муди стало важным фактором в распространении диспенсационализма среди американских евангеликов конца XIX – начала XX века. Его эсхатология сочетала надежду, предупреждение и призыв к немедленному обращению.

### Общество, нравственность и социальное служение
Несмотря на то, что Дуайт Л. Муди не участвовал напрямую в политической жизни и избегал партийной активности, его служение имело заметное социальное измерение. Он считал, что изменение общества возможно прежде всего через обращение отдельной души ко Христу и последующее нравственное обновление. В этом смысле его подход можно назвать «индивидуалистским евангелизмом» с мощным моральным эффектом.
Муди основал миссионерские школы, приюты, воскресные школы и программы помощи бедным, особенно в Чикаго. Его внимание к нуждам рабочего класса сочеталось с убеждением, что «реформа человека должна начинаться с преобразования его сердца». В этом он расходился с социал-реформаторскими течениями, которые видели источник зла в социальных структурах, а не в греховной природе человека.
Муди выступал против употребления алкоголя, поддерживал трезвеннические движения и порой проповедовал об ответственности христиан в общественной жизни, но всегда подчёркивал первичность личного спасения перед социальной деятельностью. Он также поддерживал образование для женщин и чёрных американцев, в том числе через образовательные инициативы в послевоенном Юге США.
Хотя Муди не формулировал теорию «социального Евангелия», его практика предвосхищала многие элементы того, что позднее будет названо христианской социальной ответственностью. Он стал для многих примером того, как личная вера может выразиться в сострадании и практической заботе.

### Женщины в служении
Дуайт Л. Муди, хотя и оставался в рамках евангельского консерватизма своего времени, проявлял заметную открытость к участию женщин в христианском служении. Он сотрудничал с рядом известных женщин-проповедниц и учительниц, среди которых выделялись Фрэнсис Хавергэл, известная своими гимнами, и особенно Эмма Драйер — педагог, благовестница и организатор женских библейских курсов. Драйер играла важную роль в развитии Библейского института, позднее названного в честь Муди, и основала собственную организацию — «Training School for Women», в тесной связи с его служением.
Муди не рукополагал женщин и не поощрял их к проповедничеству с кафедры в классическом смысле, но активно привлекал их к евангелизации, обучению, благотворительности и наставничеству. Он полагал, что женщины обладают духовной силой и особой способностью к душепопечению, и поощрял их использовать эти дары в рамках, допустимых его церковным контекстом.
Таким образом, при всём уважении к традиционным ролям, Муди стал одним из тех христианских лидеров XIX века, кто практически признал значимость и плодовитость женского служения в Церкви и обществе.

### Влияние на социальную реформу
Хотя Дуайт Л. Муди не был активным участником политических движений и социальных протестов, его служение оказывало значительное влияние на американское общество, особенно в контексте городской бедности, образования и нравственного оздоровления.
Муди верил, что преобразование общества начинается с преобразования личности через обращение ко Христу. Однако он также понимал важность практической помощи нуждающимся. Его миссионерская работа в Чикаго включала в себя не только проповедь, но и создание воскресных школ, продовольственных и образовательных программ для бедных. Его институт — позднее ставший Библейским колледжем Муди — был открыт для студентов из скромных слоёв, в том числе женщин и представителей различных рас.
Муди не стремился реформировать общество через политику, но его влияние ощущалось в том, что современники называли «евангельской моральной регенерацией». Он выступал за трезвость, честность, семейные ценности и призывал христиан быть «светом и солью» в своём окружении. Тем самым он оказывал моральное и духовное влияние на широкие слои населения, особенно в быстро индустриализирующихся городах.
Хотя его подход не был социальным евангелием в строгом смысле, он предвосхитил многие инициативы, которые позднее станут частью протестантской социальной активности в XX веке.

## Наследие
Религиозный историк Джеймс Финдлей пишет:
 «Выступая перед тысячами в деловом костюме, бородатый и коренастый Дуайт Л. Муди казался воплощением „делового человека в духовном облачении“, символизирующего популярную религиозность в поздней Америке XIX века... Приземлённый, необразованный, неутомимый в своём рвении, этот проповедник был человеком своей эпохи... Муди сумел адаптировать протестантское пробуждение — одну из важнейших форм евангельского протестантизма — к условиям города. Его организаторские способности, ярко проявившиеся во время масштабных пробуждений в Англии, способствовали созданию его блистательной карьеры как основателя современного массового пробуждения». 
Через десять лет после смерти Муди церковь на Чикаг-авеню была переименована в его честь и стала называться Церковь Муди, а Чикагский библейский институт получил название Библейский институт Муди.
Дуайт Д. Эйзенхауэр, родившийся в 1890 году, получил имя в честь Муди. Во время Второй мировой войны в его честь был назван грузовой корабль SS Dwight L. Moody, построенный в Панама-Сити, Флорида.

## Произведения
- Heaven (Небеса), Diggory Press, ISBN 978-1-84685-812-3
- Prevailing Prayer — What Hinders It? (Молитва, приносящая плод — что ей мешает?), Diggory Press, ISBN 978-1-84685-803-1
- Secret Power (Сокровенная сила, 1881), Diggory Press, ISBN 978-1-84685-802-4
- The Ten Commandments (Десять заповедей)[26]
- A Life for Christ — What a Normal Christian Life Looks Like (Жизнь для Христа — как выглядит нормальная христианская жизнь)
- The Way to God and How to Find It (Путь к Богу и как его найти)